# Хаас (команда Формулы-1)
Хаас (англ. Haas F1 Team) — американская автогоночная команда, созданная для выступления в чемпионате мира Формулы-1 Джином Хаасом, сооснователем команды Стюарт-Хаас Рэйсинг, участвующей в серии NASCAR. Команда была создана в апреле 2014 года и предполагалось, что её дебют состоится в сезоне 2015 года, но позднее было решено отложить его на сезон 2016. «Хаас» тесно сотрудничает с «Феррари», в том числе используя её двигатели и коробки передач.

## История

### Подготовка
«Хаас» является первой американской командой, принявшей решение об участии в Формуле-1, со времён неудавшегося проекта US F1 Team, старт которого планировался в 2010 году. Также это первая американская команда, дошедшая до чемпионата, со времён не имеющей к ней отношения команды «Хаас Лола» (принимала участие в сезонах 1985 и 1986 годов).
В 2014 году команда приобрела штаб-квартиру в Банбери, которая была выставлена на аукцион в ходе распродажи имущества прекратившей существование «Маруси»; руководителем команды был назначен Гюнтер Штайнер, Роб Тэйлор стал главным конструктором команды. 29 сентября 2015 года команда подписала контракт на 2016 год с Роменом Грожаном, а 30 октября — с Эстебаном Гутьерресом.
Не будучи ограниченным правилами проведения испытаний до того момента, когда команда фактически вступила в Формулу-1, Haas провела испытания новой машины в декабре 2015 года перед официальными предсезонными тестами в Барселоне, которые начинаются в начале 2016 года. Джин Хаас подтвердил, что его новая команда Формулы-1, Haas F1 Team, вступила в переговоры, договорилась о партнёрстве с Dallara для постройки их первой машины с силовыми агрегатом от Ferrari. В конце прошлого года руководитель команды Гюнтер Штайнер заявил, что краш-тесты запланированы на 7-8 января, так что всё прошло в срок. Презентацию новой машины планируется провести за день до начала зимних тестов.

### 2010-е

#### Haas F1 Team
Джин Хаас, которому принадлежит команда в NASCAR, получил лицензию на участие в чемпионате мира Формулы-1 в 2015 году. С 2016 года команда вышла на старт под именем Haas F1 Team.

##### Сезон 2016

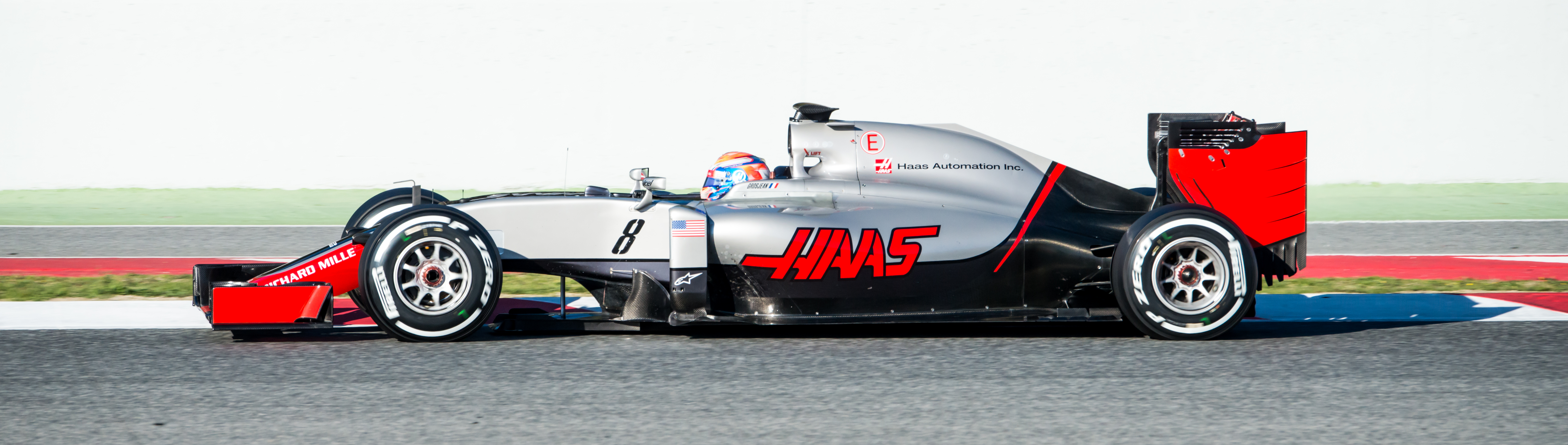
Ромен Грожан за рулем VF-16 на Гран-при Испании 2016 года.

Сезон 2016 Дебютировав в Австралии, команда сразу же набрала первые очки усилиями Грожана. Это первый случай набора очков командой-дебютантом в первой же гонке со времён «Брауна»-2009, который, правда, тогда сразу же победил. За следующие три гонки удалось заработать очки ещё дважды — но затем результаты ухудшились, и попасть в очки вплоть до конца сезона удалось лишь в Австрии и США. Часто гонщики команды финишировали буквально на грани очковой зоны, всего же за сезон удалось набрать 29 очков, причем все они оказались на счету Грожана — для Гутьерреса же лучшим результатом стало 11 место, завоеванное аж пять раз. Всего этого хватило на восьмое место в чемпионате, впереди Renault, Sauber и MRT, но позади всех остальных.

##### Сезон 2017

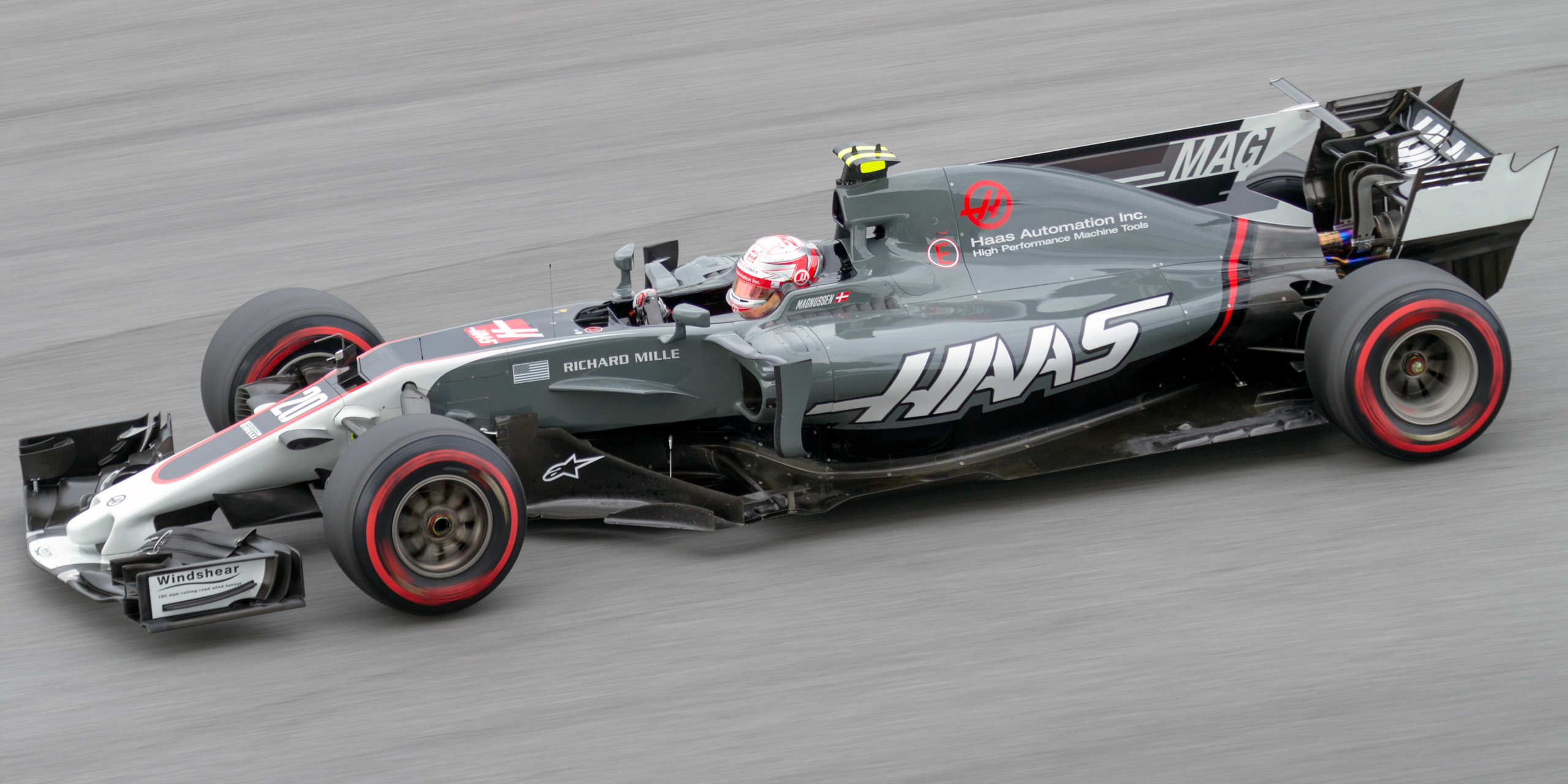
Кевин Магнуссен пилотирует VF-17 на Гран-при Малайзии 2017 года.

Сезон 2017 принес некоторое улучшение результатов. Грожан практически зеркально повторил предыдущий сезон, заработав 28 очков, к чему заменивший Гутьерреса Магнуссен добавил ещё 19. Место, однако, в результате осталось восьмым, хотя отставание от «Торо Россо», занявшей в обоих сезонах седьмое место в чемпионате, удалось сократить всего до шести очков.

##### Сезон 2018

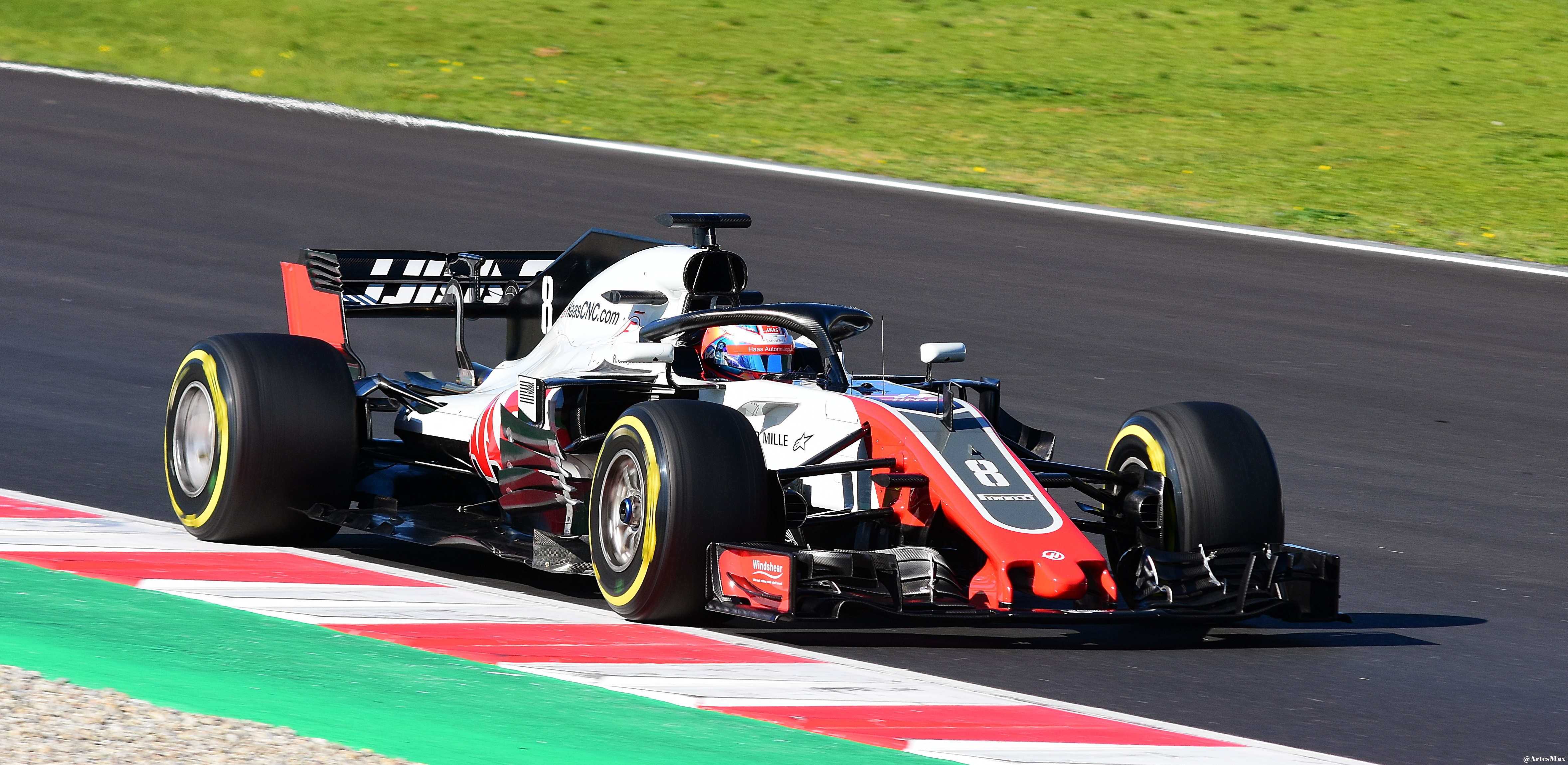
Ромен Грожан за рулем VF-18 на Гран-при Испании 2018 года.

Сезон 2018 в нём удалось добиться существенного улучшения результатов — позади осталась «Торо Россо», перешедшая на двигатели «Хонда» и испытавшая связанные с этим проблемы. Также были обойдены «Макларен», занятый доработкой шасси в связи со сменой поставщика моторов, и «Форс Индия», потерявшая половину очков в чемпионате из-за смены владельца. Лучшими результатами в сезоне стали четвёртое место в Австрии, заработанное Грожаном, и пятое место Магнуссена в Австралии и Австрии.

#### Rich Energy Haas F1 Team / Haas F1 Team
Команда Формулы-1 Haas в сезоне 2019 будет выступать под новым названием с появлением нового титульного спонсора. В следующем сезоне конюшня будет переименована в Rich Energy Haas F1 Team.

##### Сезон 2019

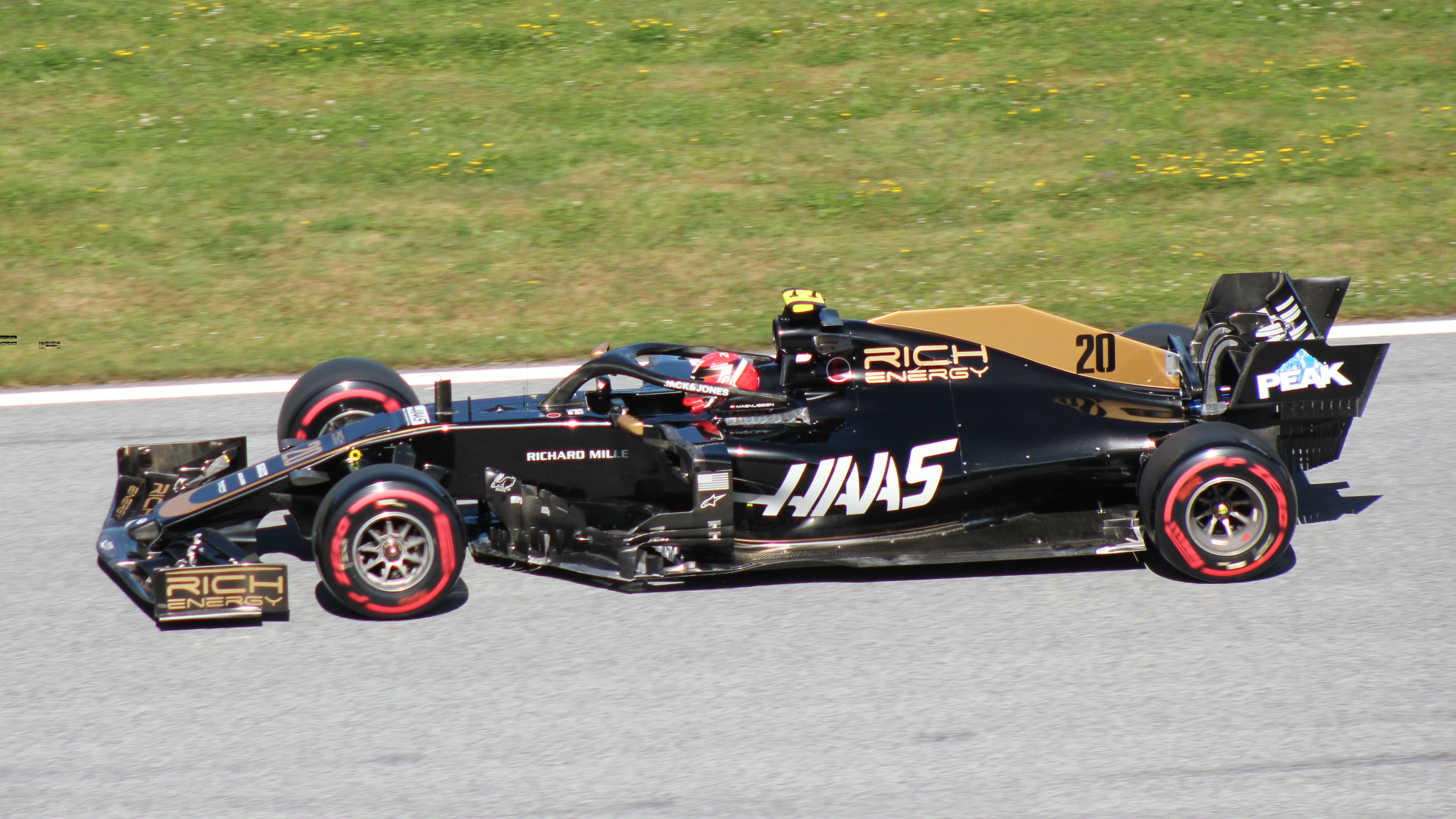
Кевин Магнуссен пилотирует VF-19 на Гран-при Австрии 2019 года.

Сезон 2019 ознаменовался возвращением на привычные позиции и даже ниже. «Макларен» и «Торо Россо» решили проблемы с двигателями и вернулись на привычные позиции, результаты «Альфа Ромео», как теперь стал называться «Заубер», тоже оказались лучше чем у «Хааса» — в результате оба гонщика лишь по четыре раза финишировали в очках, причем Грожану сезон совсем не удался — он заработал всего 8 очков и опередил лишь пилотов «Уильямса», обладавших совсем слабой машиной. Было заработано всего 29 очков, чего хватило лишь на предпоследнее место в чемпионате. Несмотря на ухудшение выступлений, в команде не стали возлагать вину на пилотов и продлили контракты как с Грожаном так и с Магнуссеном на сезон-2020. Машина VF-19 Haas страдала от неэффективности задней части шасси, в медленных и среднескоростных поворотах прижимная сила в этой области существенно снижалась, а это приводило к повышенному износу резины. На некоторых трассах VF-19 была быстра, но на большинстве остальных оказывалась позади. В команде потом признались, что предугадать это, найти какую-то зависимость от внешних факторов — погодных условий, температуры и абразивности асфальта, выбранных составов резины — никак не удавалось. Какой-то одной определённой причины не было, но следствием становилась потеря эффективности шин.

### 2020-е

#### Haas F1 Team
Из-за разразившегося скандала вокруг титульного спонсора в середине сезона 2019 года, сразу после Гран-при Италии команда Haas в социальных сетях выпустила заявление, что прекращает сотрудничество с Rich Energy.

#### Сезон 2020

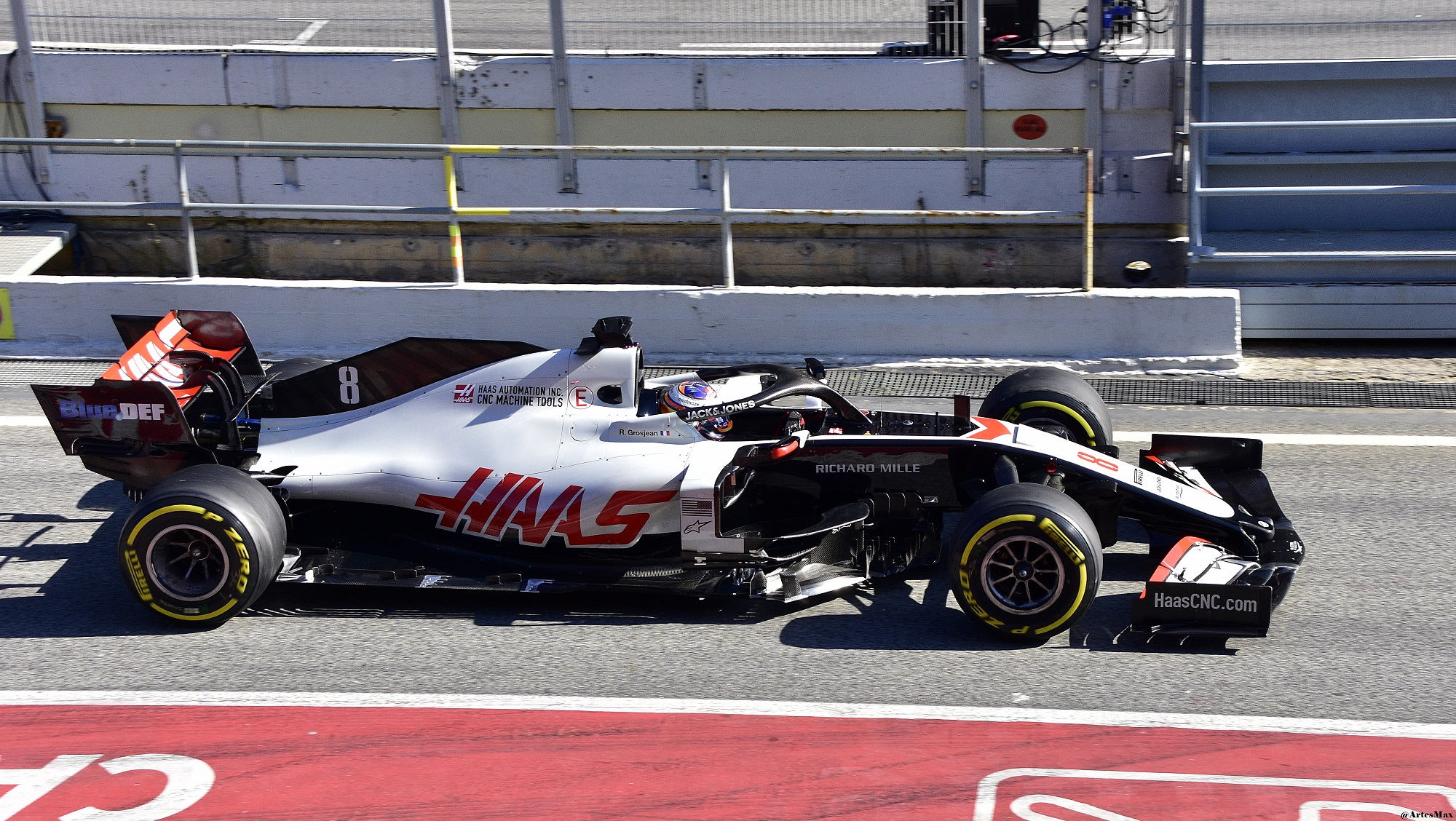
Ромен Грожан за рулем VF-20 на Гран-при Испании 2020 года.

Сезон 2020 начался с того что McLaren снялся с Гран-при Австралии, который должен был открыть сезон 2020 года, после того как тест одного из членов команды на COVID-19 оказался положительным. В итоге Гран-при Австралии был отменён из-за риска пандемии COVID-19, остальные гонки были отменены, либо перенесены на более поздний срок. Сезон для команды получился провальным — за 17 этапов команда набрала лишь 3 очка, в то время как их конкуренты из Альфа-Ромео за то же время набрала 8 очков. На первом этапе Гран-при Австрии оба гонщика сошли с дистанции. Первые очки набрал Магнуссен на Гран-при Венгрии, изначально финишировав 9-м, но из-за штрафа стал 10-м. Следующих очков команде пришлось ждать 7 гонок. На Гран-при Айфеля Грожан приезжает 9-м. Гран-при Бахрейна оказался омрачен страшной аварией Грожана. При выходе из третьего поворота Грожан, уклоняясь от впередиидущего болида выезжает впереди Квята. Происходит контакт, в результате которого болид Грожана на скорости чуть более 220 км/ч проламывает рельс безопасности. Болид разделяется на две части: задняя остаётся на обочине, передняя проходит и застревает в рельсах. Передняя часть загорается; Грожан проводит в огне 30 секунд, испытав перегрузку в 53G. Грожан смог самостоятельно выбраться из болида, после чего гонщика отвезли в медицинский центр, гонка остановлена красными флагами. Ромен получает ожоги рук и синяки. По результатам обследования принято решение отстранить Ромена от участия на Гран-при Сахира, а позже и от участия в финальной гонке в Абу-Даби. На обоих этапах француза заменял тест-пилот команды бразилец Пьетро Фиттипальди. Оба пилота команды завершают выступление за Хаас. Магнуссен будет выступать в гонках на выносливость в США, Грожан заявляет о преждевременном завершении карьеры.

#### Сезон 2021: Uralkali Haas F1 Team

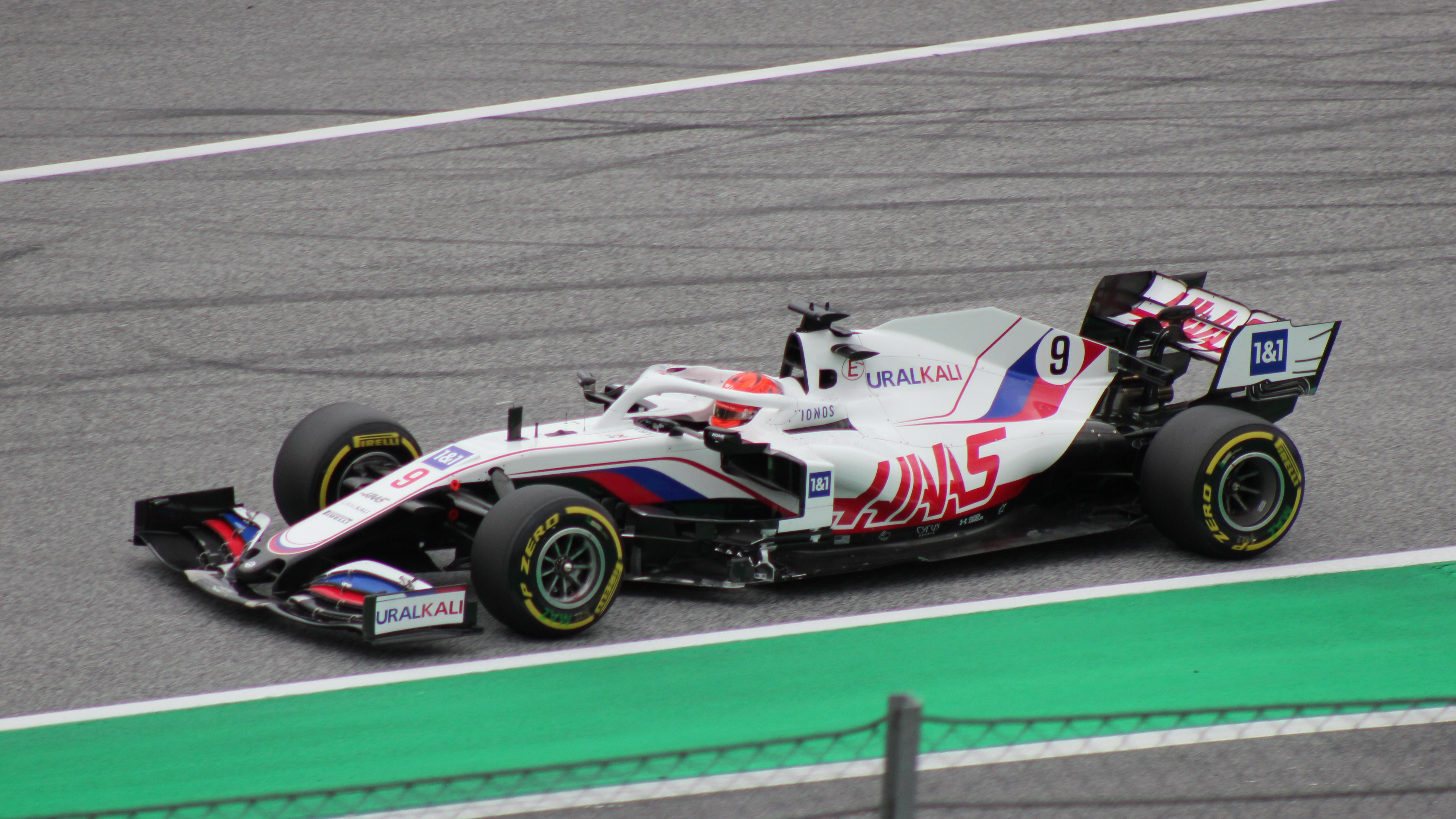
Никита Мазепин за рулем VF-21 на Гран-при Австрии 2021 года

Сезон 2021 начался с глобальных изменений внутри американской команды. Новым титульным спонсором команды стала российская компания «Уралкалий», и команда выступала под новым названием — Uralkali Haas F1 Team. Сотрудничество с Уралкалием с самого начала обернулось для «Хаас» рядом скандалов. В рамках спонсорского соглашения место одного из пилотов команды занял Никита Мазепин — российский автогонщик и сын Дмитрия Мазепина, основного владельца Уралкалия и топ-менеджера компании. Мазепин тут же столкнулся с негативной реакцией фанатов автоспорта, которые посчитали, что россиянин купил себе место в команде. Для того, чтобы снизить градус напряжения, «Хаас» пригласил на место второго пилота Мика Шумахера — сына легенды автоспорта и одного из самых талантливых молодых гонщиков мира на тот момент. Но уже на презентации нового болида «Хаас» опять столкнулся с критикой — новая ливрея машины была выполнена в цветах российского флага, что было расценено фанатами, как вызов мировому сообществу, но Международная автомобильная федерация такой вариант расцветки утвердила.
Haas не удалось построить машину, позволяющую бороться хоть с кем-то, и почти всегда и в квалификациях, и в гонках Шумахер и Мазепин занимали два последних места. Сезон команда Haas закончила на последнем месте, не набрав ни одного очка.

#### Сезон 2022
5 марта 2022 года Haas объявила о расторжении контракта с титульным спонсором «Уралкалием» из-за вторжения России на Украину. Таким образом сотрудничество продлилось 1 год и 1 день. Также расторгнут контракт с гонщиком Никитой Мазепиным.
Haas удалось занять восьмое место в зачете, при этом на Гран-при Сан-Паулу Кевину Магнуссену удалось завоевать поул-позицию, а на Гран-при Бахрейна он же смог занять 5-ю позицию, и это было лучшим выступлением команды в сезоне. Всего команде удалось набрать 37 очков.
17 ноября было объявлено, что в сезоне 2023 за команду будет выступать Нико Хюлькенберг, который заменил Мика Шумахера, с которым было решено не продлевать контракт.

#### Сезон 2023
Несмотря на довольно конкурентоспособную машину, которая позволяла проходить в последний сегмент квалификации, Haas в сезоне 2023 заняли последнее место, набрав 12 баллов и всего лишь пять раз попав в очковую зону. В гонках у Haas был очень высокий износ шин, который не позволял бороться за высокие позиции.

## Результаты выступлений в Формуле-1
| Легенда к таблице |                                                                    |
| --- | ------------------------------------------------------------------ |
| В таблице перечислены результаты всех Гран-при Формулы-1, в которых принимала участие команда. Строками таблицы являются сезоны, столбцами — этапы чемпионата мира. В каждой клетке указаны сокращённое название этапа и результаты гонщиков команды, дополнительно обозначенные цветом. Расшифровка обозначений и цветов представлена в нижеследующей таблице. |                                                                    |
| \| Пример \| Описание \| \| ------------ \| ------------------------------------------------------------------ \| \| 1 \| Победитель \| \| 2 \| Второе место \| \| 3 \| Третье место \| \| 5 \| Финишировал, заработав очки \| \| Сход \| Не финишировал, но при этом заработал очки \| \| 12 \| Финишировал, не получив очков \| \| НКЛ \| Финишировал, но не попал в финальную классификацию \| \| 15 \| Участвовал вне зачёта, либо по отдельной классификации \| \| 18 \| Не финишировал, но попал в финальную классификацию \| \| Сход \| Не финишировал \| \| НКВ \| Не прошёл квалификацию \| \| НПКВ \| Не прошёл предквалификацию \| \| ДСК \| Дисквалифицирован \| \| ИСК \| Исключён из протокола соревнований \| \| ТТ \| Заявлен для участия только в тренировках \| \| НС \| Участвовал в квалификации, но не стартовал в гонке \| \| Т \| Травмирован или болен \| \| ОТК \| Отказ от участия \| \| НТР \| Прибыл на соревнования, но на трассу не выезжал \| \| НПР \| Был заявлен в числе участников, но не прибыл к началу соревнований \| \| О \| Соревнования отменены \| \| \| Не участвовал \| \| Поул-позиция \| \| \| Быстрый круг \| \| |                                                                    |
| Пример | Описание                                                           |
| 1 | Победитель                                                         |
| 2 | Второе место                                                       |
| 3 | Третье место                                                       |
| 5 | Финишировал, заработав очки                                        |
| Сход | Не финишировал, но при этом заработал очки                         |
| 12 | Финишировал, не получив очков                                      |
| НКЛ | Финишировал, но не попал в финальную классификацию                 |
| 15 | Участвовал вне зачёта, либо по отдельной классификации             |
| 18 | Не финишировал, но попал в финальную классификацию                 |
| Сход | Не финишировал                                                     |
| НКВ | Не прошёл квалификацию                                             |
| НПКВ | Не прошёл предквалификацию                                         |
| ДСК | Дисквалифицирован                                                  |
| ИСК | Исключён из протокола соревнований                                 |
| ТТ | Заявлен для участия только в тренировках                           |
| НС | Участвовал в квалификации, но не стартовал в гонке                 |
| Т | Травмирован или болен                                              |
| ОТК | Отказ от участия                                                   |
| НТР | Прибыл на соревнования, но на трассу не выезжал                    |
| НПР | Был заявлен в числе участников, но не прибыл к началу соревнований |
| О | Соревнования отменены                                              |
| | Не участвовал                                                      |
| Поул-позиция |                                                                    |
| Быстрый круг |                                                                    |

| Сезон | Шасси      | Двигатель                | Ш | Гонщики     | 1    | 2    | 3    | 4    | 5    | 6    | 7    | 8    | 9    | 10   | 11   | 12   | 13   | 14   | 15   | 16   | 17   | 18   | 19   | 20   | 21   | 22  | 23   | 24  | Место | Очки |
| ----- | ---------- | ------------------------ | - | ----------- | ---- | ---- | ---- | ---- | ---- | ---- | ---- | ---- | ---- | ---- | ---- | ---- | ---- | ---- | ---- | ---- | ---- | ---- | ---- | ---- | ---- | --- | ---- | --- | ----- | ---- |
| 2016  | Haas VF-16 | Ferrari 059/5 1.6 V6 t   | P |             | АВС  | БАХ  | КИТ  | РОС  | ИСП  | МОН  | КАН  | ЕВР  | АВТ  | ВЕЛ  | ВЕН  | ГЕР  | БЕЛ  | ИТА  | СИН  | МАЛ  | ЯПО  | США  | МЕК  | БРА  | АБУ  |     |      |     | 8     | 29   |
| 2016  | Haas VF-16 | Ferrari 059/5 1.6 V6 t   | P | Грожан      | 6    | 5    | 19   | 8    | Сход | 13   | 14   | 13   | 7    | Сход | 14   | 13   | 13   | 11   | НС   | Сход | 11   | 10   | 20   | НС   | 11   |     |      |     | 8     | 29   |
| 2016  | Haas VF-16 | Ferrari 059/5 1.6 V6 t   | P | Гутьеррес   | Сход | Сход | 14   | 17   | 11   | 11   | 13   | 16   | 11   | 16   | 13   | 11   | 12   | 13   | 11   | Сход | 20   | Сход | 19   | Сход | 12   |     |      |     | 8     | 29   |
| 2017  | Haas VF-17 | Ferrari 062 1.6 V6 t     | P |             | АВС  | КИТ  | БАХ  | РОС  | ИСП  | МОН  | КАН  | АЗЕ  | АВТ  | ВЕЛ  | ВЕН  | БЕЛ  | ИТА  | СИН  | МАЛ  | ЯПО  | США  | МЕК  | БРА  | АБУ  |      |     |      |     | 8     | 47   |
| 2017  | Haas VF-17 | Ferrari 062 1.6 V6 t     | P | Грожан      | Сход | 11   | 8    | Сход | 10   | 8    | 10   | 13   | 6    | 13   | Сход | 7    | 15   | 9    | 13   | 9    | 14   | 15   | 15   | 11   |      |     |      |     | 8     | 47   |
| 2017  | Haas VF-17 | Ferrari 062 1.6 V6 t     | P | Магнуссен   | Сход | 8    | Сход | 13   | 14   | 10   | 12   | 7    | Сход | 12   | 13   | 15   | 11   | Сход | 12   | 8    | 16   | 8    | Сход | 13   |      |     |      |     | 8     | 47   |
| 2018  | Haas VF-18 | Ferrari 062 EVO 1.6 V6 t | P |             | АВС  | БАХ  | КИТ  | АЗЕ  | ИСП  | МОН  | КАН  | ФРА  | АВТ  | ВЕЛ  | ГЕР  | ВЕН  | БЕЛ  | ИТА  | СИН  | РОС  | ЯПО  | США  | МЕК  | БРА  | АБУ  |     |      |     | 5     | 93   |
| 2018  | Haas VF-18 | Ferrari 062 EVO 1.6 V6 t | P | Грожан      | Сход | 13   | 17   | Сход | Сход | 15   | 12   | 11   | 4    | 16   | 6    | 10   | 7    | ДСК  | 15   | 11   | 8    | Сход | 16   | 8    | 9    |     |      |     | 5     | 93   |
| 2018  | Haas VF-18 | Ferrari 062 EVO 1.6 V6 t | P | Магнуссен   | Сход | 5    | 10   | 13   | 6    | 13   | 13   | 6    | 5    | 9    | 11   | 7    | 8    | 16   | 18   | 8    | Сход | ДСК  | 15   | 9    | 10   |     |      |     | 5     | 93   |
| 2019  | Haas VF-19 | Ferrari 064 EVO 1.6 V6 t | P |             | АВС  | БАХ  | КИТ  | АЗЕ  | ИСП  | МОН  | КАН  | ФРА  | АВТ  | ВЕЛ  | ГЕР  | ВЕН  | БЕЛ  | ИТА  | СИН  | РОС  | ЯПО  | МЕК  | США  | БРА  | АБУ  |     |      |     | 9     | 28   |
| 2019  | Haas VF-19 | Ferrari 064 EVO 1.6 V6 t | P | Грожан      | Сход | Сход | 11   | Сход | 10   | 10   | 14   | Сход | 16   | Сход | 7    | Сход | 13   | 16   | 11   | Сход | 13   | 17   | 15   | 13   | 15   |     |      |     | 9     | 28   |
| 2019  | Haas VF-19 | Ferrari 064 EVO 1.6 V6 t | P | Магнуссен   | 6    | 13   | 13   | 13   | 7    | 14   | 17   | 17   | 19   | Сход | 8    | 13   | 12   | 18   | 17   | 9    | 15   | 15   | 18   | 11   | 14   |     |      |     | 9     | 28   |
| 2020  | Haas VF-20 | Ferrari 065 1,6 V6T      | P |             | АВТ  | ШТИ  | ВЕН  | ВЕЛ  | 70Л  | ИСП  | БЕЛ  | ИТА  | ТОС  | РОС  | АЙФ  | ПОР  | ЭМИ  | ТУР  | БАХ  | САХ  | АБУ  |      |      |      |      |     |      |     | 9     | 3    |
| 2020  | Haas VF-20 | Ferrari 065 1,6 V6T      | P | Грожан      | Сход | 13   | 16   | 16   | 16   | 19   | 15   | 12   | 12   | 17   | 9    | 16   | 14   | Сход | Сход | Т    | Т    |      |      |      |      |     |      |     | 9     | 3    |
| 2020  | Haas VF-20 | Ferrari 065 1,6 V6T      | P | Магнуссен   | Сход | 12   | 10   | Сход | Сход | 15   | 17   | Сход | Сход | 12   | 13   | 17   | Сход | 17   | 17   | 15   | 18   |      |      |      |      |     |      |     | 9     | 3    |
| 2020  | Haas VF-20 | Ferrari 065 1,6 V6T      | P | Фиттипальди |      |      |      |      |      |      |      |      |      |      |      |      |      |      |      | 17   | 19   |      |      |      |      |     |      |     | 9     | 3    |
| 2021  | Haas VF-21 | Ferrari 065/6 1,6 V6T    | P |             | БАХ  | ЭМИ  | ПОР  | ИСП  | МОН  | АЗЕ  | ФРА  | ШТИ  | АВТ  | ВЕЛ  | ВЕН  | БЕЛ  | НИД  | ИТА  | РОС  | ТУР  | США  | МЕХ  | САП  | КАТ  | САУ  | АБУ |      |     | 10    | 0    |
| 2021  | Haas VF-21 | Ferrari 065/6 1,6 V6T    | P | Мазепин     | Сход | 17   | 19   | 19   | 17   | 14   | 20   | 18   | 19   | 17   | Сход | 17   | Сход | Сход | 18   | 20   | 17   | 18   | 17   | 18   | Сход | НС  |      |     | 10    | 0    |
| 2021  | Haas VF-21 | Ferrari 065/6 1,6 V6T    | P | Шумахер     | 16   | 16   | 17   | 18   | 18   | 13   | 19   | 16   | 18   | 18   | 12   | 16   | 18   | 15   | Сход | 19   | 16   | Сход | 18   | 16   | Сход | 14  |      |     | 10    | 0    |
| 2022  | Haas VF-22 | Ferrari 066/7 1,6 V6 T   | P |             | БАХ  | САУ  | АВС  | ЭМИ  | МАЙ  | ИСП  | МОН  | АЗЕ  | КАН  | ВЕЛ  | АВТ  | ФРА  | ВЕН  | БЕЛ  | НИД  | ИТА  | СИН  | ЯПО  | США  | МЕХ  | САП  | АБУ |      |     | 8     | 37   |
| 2022  | Haas VF-22 | Ferrari 066/7 1,6 V6 T   | P | Магнуссен   | 5    | 9    | 14   | 9    | 16   | 17   | Сход | Сход | 17   | 10   | 8    | Сход | 16   | 16   | 15   | 16   | 12   | 14   | 9    | 17   | Сход | 17  |      |     | 8     | 37   |
| 2022  | Haas VF-22 | Ferrari 066/7 1,6 V6 T   | P | Шумахер     | 11   | НС   | 13   | 17   | 15   | 14   | Сход | 14   | Сход | 8    | 6    | 15   | 14   | 17   | 13   | 12   | 13   | 17   | 15   | 16   | 13   | 16  |      |     | 8     | 37   |
| 2023  | Haas VF-23 | Ferrari 066/10 1,6 V6 T  | P |             | БАХ  | САУ  | АВС  | АЗЕ  | МАЙ  | МОН  | ИСП  | КАН  | АВТ  | ВЕЛ  | ВЕН  | БЕЛ  | НИД  | ИТА  | СИН  | ЯПО  | КАТ  | США  | МЕХ  | САП  | ЛАС  | АБУ |      |     | 10    | 12   |
| 2023  | Haas VF-23 | Ferrari 066/10 1,6 V6 T  | P | Магнуссен   | 13   | 10   | Сход | 13   | 10   | Сход | 18   | 17   | 18   | Сход | 17   | 15   | 14   | 18   | 10   | 15   | 14   | 14   | Сход | Сход | 13   | 20  |      |     | 10    | 12   |
| 2023  | Haas VF-23 | Ferrari 066/10 1,6 V6 T  | P | Хюлькенберг | 15   | 12   | 7    | 17   | 15   | 16   | 15   | 15   | Сход | 13   | 14   | 18   | 12   | 17   | 13   | 14   | 16   | 11   | 13   | 12   | 19   | 15  |      |     | 10    | 12   |
| 2024  | Haas VF-24 | Ferrari 066/10 1,6 V6 T  | P |             | БАХ  | САУ  | АВС  | ЯПО  | КИТ  | МАЙ  | ЭМИ  | МОН  | КАН  | ИСП  | АВТ  | ВЕЛ  | ВЕН  | БЕЛ  | НИД  | ИТА  | АЗЕ  | СИН  | США  | МЕХ  | САП  | ЛАС | КАТ  | АБУ | 7     | 58   |
| 2024  | Haas VF-24 | Ferrari 066/10 1,6 V6 T  | P | Магнуссен   | 12   | 12   | 10   | 13   | 16   | 19   | 12   | Сход | 12   | 17   | 8    | 12   | 15   | 14   | 18   | 10   |      | 19   | 11   | 7    | Т    | 12  | 9    | 16  | 7     | 58   |
| 2024  | Haas VF-24 | Ferrari 066/10 1,6 V6 T  | P | Хюлькенберг | 16   | 10   | 9    | 11   | 10   | 11   | 11   | Сход | 11   | 11   | 6    | 6    | 13   | 18   | 11   | 17   | 11   | 9    | 8    | 9    | ДСК  | 8   | Сход | 8   | 7     | 58   |
| 2024  | Haas VF-24 | Ferrari 066/10 1,6 V6 T  | P | Берман      |      |      |      |      |      |      |      |      |      |      |      |      |      |      |      |      | 10   |      |      |      |      |     |      |     | 7     | 58   |
| 2025  | Haas VF-25 | Ferrari 066/12 1,6 V6 T  | P |             | АВС  | КИТ  | ЯПО  | БАХ  | САУ  | МАЙ  | ЭМИ  | МОН  | ИСП  | КАН  | АВТ  | ВЕЛ  | БЕЛ  | ВЕН  | НИД  | ИТА  | АЗЕ  | СИН  | США  | МЕХ  | САП  | ЛАС | КАТ  | АБУ | 9*    | 35*  |
| 2025  | Haas VF-25 | Ferrari 066/12 1,6 V6 T  | P | Окон        | 13   | 5    | 18   | 8    | 14   | 12   | Сход | 7    | 16   | 9    | 10   | 13   | 15   | 16   |      |      |      |      |      |      |      |     |      |     | 9*    | 35*  |
| 2025  | Haas VF-25 | Ferrari 066/12 1,6 V6 T  | P | Берман      | 14   | 8    | 10   | 10   | 13   | Сход | 17   | 12   | 17   | 11   | 11   | 11   | 11   | Сход |      |      |      |      |      |      |      |     |      |     | 9*    | 35*  |

* Сезон продолжается.

### Комментарии
1. ↑  Установил лучший круг при движении за машиной безопасности, но в качестве обладателя лучшего круга в протоколе гонки не указан никто.
2. 1 2 3  Получил дополнительное очко за восьмое место в спринте.
3. 1 2 3 4 5  Получил дополнительные два очка за седьмое место в спринте.
4. ↑  Получил дополнительные три очка за шестое место в спринте.
5. ↑  Получил дополнительные четыре очка за пятое место в спринте.